# Volley-ball aux Jeux africains de 2003
La compétition de volley-ball aux Jeux africains a eu lieu à Abuja, au Nigeria, du 11 au 18 octobre 2003.

## Compétition masculine

### Équipes
| Group A                                                | Group B                                              |
| ------------------------------------------------------ | ---------------------------------------------------- |
| - Nigeria - Algérie - Afrique du Sud - Ghana - Sénégal | - Égypte - Cameroun - Seychelles - Rwanda - Botswana |

### Groupe A
|    | Équipe         | Points | G | W | L | PW | PL | Ratio | SW | SL | Ratio |
| -- | -------------- | ------ | - | - | - | -- | -- | ----- | -- | -- | ----- |
| 1. | Nigeria        | 8      | 4 | 4 | 0 |    |    |       | 12 | 4  | 3.000 |
| 2. | Algérie        | 7      | 4 | 3 | 1 |    |    |       | 11 | 6  | 1.833 |
| 3. | Afrique du Sud | 6      | 4 | 2 | 2 |    |    |       | 8  | 8  | 1.000 |
| 4. | Ghana          | 5      | 4 | 1 | 3 |    |    |       | 7  | 9  | 0.777 |
| 5. | Sénégal        | 4      | 4 | 0 | 4 |    |    |       | 1  | 12 | 0.083 |

### Groupe B
|    | Équipe     | Points | G | W | L | PW | PL | Ratio | SW | SL | Ratio  |
| -- | ---------- | ------ | - | - | - | -- | -- | ----- | -- | -- | ------ |
| 1. | Égypte     | 8      | 4 | 4 | 0 |    |    |       | 12 | 1  | 12.000 |
| 2. | Cameroun   | 7      | 4 | 3 | 1 |    |    |       | 10 | 3  | 3.333  |
| 3. | Seychelles | 6      | 4 | 2 | 2 |    |    |       | 6  | 7  | 0.857  |
| 4. | Rwanda     | 5      | 4 | 1 | 3 |    |    |       | 4  | 10 | 0.400  |
| 5. | Botswana   | 4      | 4 | 0 | 4 |    |    |       | 1  | 12 | 0.083  |

### Classement 1-4
- 17 octobre — Demi-finales

|         |       |          |                         |  |
| Nigeria | 3 – 0 | Cameroun | 25-22 25-21 25-19       |  |
| Égypte  | 3 – 1 | Algérie  | 25-17 25-15 23-25 25-18 |  |

- 18 octobre — Match pour la 3e place

|          |       |         |                               |  |
| Cameroun | 3 – 2 | Algérie | 19-25 22-25 25-20 25-20 15-02 |  |

- 18 octobre — Finale

|        |       |         |                   |  |
| Égypte | 3 – 0 | Nigeria | 25-23 25-23 25-21 |  |

### Classement final
| Place              | Équipe   |
| ------------------ | -------- |
| Médaille d'or      | Égypte   |
| Médaille d'argent  | Nigeria  |
| Médaille de bronze | Cameroun |
| 4                  | Algérie  |

## Compétition féminine

### Équipes
| Groupe A                                            | Groupe B                                                 |
| --------------------------------------------------- | -------------------------------------------------------- |
| - Nigeria - Cameroun - Seychelles - Ghana - Sénégal | - Égypte - Kenya - Algérie - Mozambique - Afrique du Sud |

### Groupe A
|    | Équipe     | Points | G | W | L | PW | PL | Ratio | SW | SL | Ratio |
| -- | ---------- | ------ | - | - | - | -- | -- | ----- | -- | -- | ----- |
| 1. | Nigeria    | 6      | 3 | 3 | 0 |    |    |       | 9  | 0  | MAX   |
| 2. | Cameroun   | 5      | 3 | 2 | 1 |    |    |       | 6  | 5  | 1.200 |
| 3. | Seychelles | 4      | 3 | 1 | 2 |    |    |       | 3  | 6  | 0.500 |
| 4. | Ghana      | 3      | 3 | 0 | 3 |    |    |       | 2  | 9  | 0.222 |
| 5. | Sénégal    | —      | — | — | — | —  | —  | —     | —  | —  | —     |

### Groupe B
|    | Équipe         | Points | G | W | L | PW | PL | Ratio | SW | SL | Ratio  |
| -- | -------------- | ------ | - | - | - | -- | -- | ----- | -- | -- | ------ |
| 1. | Égypte         | 8      | 4 | 4 | 0 |    |    |       | 12 | 1  | 12.000 |
| 2. | Kenya          | 7      | 4 | 3 | 1 |    |    |       | 10 | 3  | 3.333  |
| 3. | Algérie        | 6      | 4 | 2 | 2 |    |    |       | 6  | 6  | 1.000  |
| 4. | Afrique du Sud | 5      | 4 | 1 | 3 |    |    |       | 3  | 10 | 0.300  |
| 5. | Mozambique     | 4      | 4 | 0 | 4 |    |    |       | 1  | 12 | 0.083  |

### Classement 1-4
- 17 octobre — Demi-finales

|         |       |          |                               |  |
| Nigeria | 3 – 1 | Kenya    | 25-22 21-25 25-17 25-20       |  |
| Égypte  | 3 – 2 | Cameroun | 25-20 21-25 25-18 18-25 17-15 |  |

- 18 octobre — Match pour la 3e place

|       |       |          |                   |  |
| Kenya | 3 – 0 | Cameroun | 25-15 25-18 31-29 |  |

- 18 octobre — Finale

|         |       |        |                               |  |
| Nigeria | 3 – 2 | Égypte | 24-26 25-16 21-25 25-23 15-06 |  |

### Classement final
| Place              | Équipe   |
| ------------------ | -------- |
| Médaille d'or      | Nigeria  |
| Médaille d'argent  | Égypte   |
| Médaille de bronze | Kenya    |
| 4                  | Cameroun |